# 瓜伊塔拉河

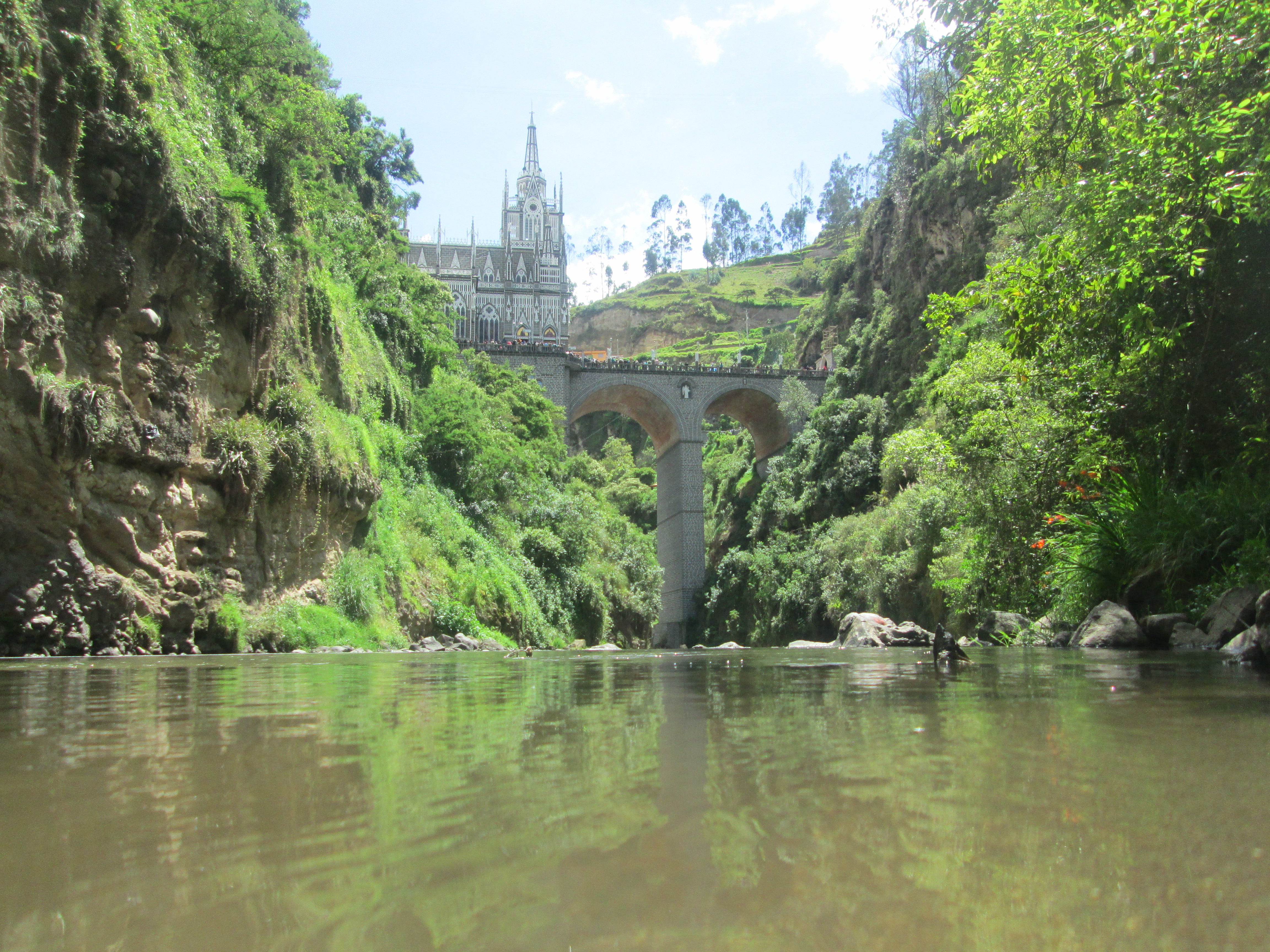
瓜伊塔拉河

瓜伊塔拉河（西班牙語：Río Guáitara）是南美洲的河流，流經哥倫比亞和厄瓜多爾，河道全長158公里，集水區面積3,713平方公里，發源自奇萊斯火山，最終注入帕蒂亞河。